# Clitarchus
Clitarchus is een geslacht van Phasmatodea uit de familie Phasmatidae. De wetenschappelijke naam van dit geslacht is voor het eerst geldig gepubliceerd in 1875 door Carl Stål.

## Soorten
Het geslacht Clitarchus omvat de volgende soorten:
- Clitarchus hookeri (White, 1846)
- Clitarchus magnus Brunner von Wattenwyl, 1907
- Clitarchus multidentatus Brunner von Wattenwyl, 1907